# پیتر آون
پیتر آون (روسی: Пëтр Олегович Авен؛ زادهٔ ۱۶ مارس ۱۹۵۵) سیاستمدار، بانکدار و اقتصاددان اهل روسیه است. وی همچنین برندهٔ جوایزی همچون نشان دوستی شده‌است.